# Alberta Lorenzoni
Alberta Lorenzoni (Trieste, 6 gennaio 1918 – ...) è stata una schermitrice italiana, specializzata nel fioretto. Ha vinto tre medaglie di bronzo ai Campionati mondiali di scherma.

## Palmarès
In carriera ha ottenuto i seguenti risultati:

### Mondiali
Individuale
A squadre
- Bronzo nel fioretto a Lisbona 1947
- Bronzo nel fioretto a Copenaghen 1952
- Bronzo nel fioretto a Bruxelles 1953